# Gare de Tonneins
Gare de Tonneins – stacja kolejowa w Tonneins, w departamencie Lot i Garonna, w regionie Nowa Akwitania, we Francji.
Został otwarty w 1855 przez Compagnie des chemins de fer du Midi et du Canal latéral à la Garonne. Jest przystankiem Société nationale des chemins de fer français (SNCF), obsługiwanym przez pociągi TER Aquitaine

## Położenie
Znajduje się na wysokości 39 m n.p.m., na 95,931 km linii Bordeaux – Sète, pomiędzy stacjami Marmande i Aiguillon.

## Linie kolejowe
- Bordeaux – Sète
- Penne-d'Agenais – Tonneins